# Lijst van programma's van NPO Zappelin
Dit is de lijst van programma's  die uitgezonden worden/werden op NPO Zappelin, de kinderzender van de NPO voor kinderen tot 6 jaar.

## 0 - 9
- 10 voor... (2014-heden)

## A
- Aap Poot Pies (tot 2019)
- Alfred Jodocus Kwak (2000-2012)
- Angelina Ballerina (2010-heden)
- Aya

## B
- Babar en de belevenissen van Badou (2013-2019; 2022-heden)
- Barbapapa (2002-2020) (verhuist naar Nick Jr.)
- Beestenboerderij (2009-2015)
- Bibbeltje Big (2011-2019)
- Bibaboerderij (2008-2009)
- Bob de Bouwer (2010-heden) (Verhuist van Jetix en  Disney Channel)
- Bol en Smik (2009-heden)
- Bruine Beer in het Blauwe Huis (2000-2017)
- Brum (2003-2012) (stopte met uitzenden vanwege het feit dat deze show niet compatibel was met de rebranding van 2012)
- Buitenspelen
- Bumba (2004-heden)
- Buurman en Buurman (2004-heden)

## C
- Calimero (2009-heden)
- Casper en Lisa (2011-2018) (stopte met uitzenden vanwege het feit dat deze show niet compatibel was met de rebranding van 2018)
- Castle Farm
- CatDog (2001-2002) (Gestopt wegens Nickelodeon en ook einde van Alles Kits)
- Charlie & Lola (2008-heden)
- Conni

## D
- De 3 vrienden en Jerry (2000-2010)
- De avonturen van Bert en Ernie (2009-2014) (stopte met uitzenden vanwege het feit dat deze show niet compatibel was met de rebranding van 2014)
- De boterhamshow (2017-2022)
- De kleine prinses (2009-2020; bij Kindertijd) (stopte met uitzenden vanwege het feit dat deze show niet compatibel was met COVID)
- De regels van Floor (2018-heden)
- De Schatkast (2009-2012) (stopte met uitzenden vanwege het feit dat deze show niet compatibel was met de rebranding van 2012)
- De Smurfen (2008-heden) (stopte met uitzenden vanwege het feit dat deze show niet compatibel was met de rebranding van 2009)
- De Wereld is Mooi (2003-2014) (stopte met uitzenden vanwege het feit dat deze show niet compatibel was met de rebranding van 2014)
- De Wereld van K3 (2003-2014) (stopte met uitzenden vanwege het feit dat deze show niet compatibel was met de rebranding van 2014)
- De Zandtovenaar
- Dierendokter Tom (2001-2018) (stopte met uitzenden vanwege het feit dat deze show niet compatibel was met de rebranding van 2018)
- Dip & Dap (2001-2014) (stopte met uitzenden vanwege het feit dat deze show niet compatibel was met de rebranding van AVROTROS)
- Dommel
- Dr. Hond (2006-2019)
- Draakje (2006-2014) (stopte met uitzenden vanwege het feit dat deze show niet compatibel was met de rebranding van 2014)

## E
- Elly en de Wiebelwagen (2005-2009) (stopte met uitzenden vanwege het feit dat deze show niet compatibel was met de rebranding van 2009)
- Engels met Raaf
- Engie Benjy (2003-2014) (stopte met uitzenden vanwege het feit dat deze show niet compatibel was met de rebranding van 2014)
- Ernst Bobbie en de rest (2001 2012)
- Elias de reddingsboot (2005-2012)

## F
- Fairly OddParents (2001-2012)
- Flip de beer (2005-2018) (stopte met uitzenden vanwege het feit dat deze show niet compatibel was met de rebranding van 2018)
- Freggels
- Fanboy en Chum Chum (2009- 2012)

## G
- George & Paul

## H
- Harry en Toto (2013-2018) (stopte met uitzenden vanwege het feit dat deze show niet compatibel was met de rebranding van 2018)
- Heren in Blik (2000-2002)
- Het kleine spookje Laban
- Het Furchester hotel (2016-2018) (stopte met uitzenden vanwege het feit dat deze show niet compatibel was met de rebranding van 2018)
- Het lelijke eendje en ik
- Het Zandkasteel (2004-heden)
- Heuvellandziekenhuis (2009-2014) (stopte met uitzenden vanwege het feit dat deze show niet compatibel was met de rebranding van 2014)
- HoelaHoep (2009-2018;2022-2023) (stopte met uitzenden vanwege het feit dat deze show niet compatibel was met de rebranding van 2023)
- Huisje boompje beestje (2000-2018) (stopte met uitzenden vanwege het feit dat deze show niet compatibel was met de rebranding van 2018)

## I
- Igam Ogam (2010-2018) (stopte met uitzenden vanwege het feit dat deze show niet compatibel was met de rebranding van 2018)

## J
- Jesses wereld
- Joe en Jack (2013-2014) (stopte met uitzenden vanwege het feit dat deze show niet compatibel was met de rebranding van 2014)

## K
- Kabouter Plop (2001-2016) (stopte met uitzenden vanwege Plop en de Peppers)
- Kerst met Linus (2006-heden)
- Kikker (2009-heden)
- Kindertijd (2000-heden)
- Klumpies (2011-heden)
- Knofje (2018-2020)
- Koek & ei
- Koekeloere (2000-2018) (stopte met uitzenden vanwege het feit dat deze show niet compatibel was met de rebranding van 2018)
- kika en Bob (2007-2009)

## L
- Landelijke intocht van Sinterklaas
- Lassie
- Laura's ster (2006-2009) (stopte met uitzenden vanwege het feit dat deze show niet compatibel was met de rebranding van 2009)
- LazyTown
- Leesdas Lettervos Boekentas
- Leuke verhaaltjes van Winnie de Poeh (2015-2018)
- Linus
- Lisa's kleine zusje
- Ludovic (2009-2018) (stopte met uitzenden vanwege het feit dat deze show niet compatibel was met de rebranding van 2018)

## M
- Martin Morning (2009-2012) (stopte met uitzenden vanwege het feit dat deze show niet compatibel was met de rebranding van 2012)
- Masha en de beer (2012-heden)
- Masha's sprookjes (2018-heden)
- Maya de bij (3D) (2012-heden)
- Mega Mindy (2008-heden) (verhuist van Zapp vanwege het feit dat deze show niet compatibel was met de rebranding van Zapp van 2008)
- Meneer Logeer (2001-2005) (stopte met uitzenden vanwege het feit dat deze show niet compatibel was met de rebranding van 2005)
- Mickey Mouse Clubhouse (2006-2016) (stopte met uitzenden vanwege het feit dat deze show niet compatibel was met de rebranding van AVROTROS van 2016)
- Mike de Ridder (2011-heden)
- Minnie's strikkenwinkel (2012-2016) (stopte met uitzenden vanwege het feit dat deze show niet compatibel was met de rebranding van AVROTROS van 2016)
- Mr. Bean (2002-2012)
- Moomin (2000-2012) (stopte met uitzenden vanwege het feit dat deze show niet compatiebel was met de rebranding van 2012)
- Mullewapp

## N
- Nellie & Cezar (2008-2018) (stopte met uitzenden vanwege het feit dat deze show niet compatibel was met de rebranding van 2018)
- Nijntje en haar vriendjes (2003-heden)

## O
- Olivia (2011-heden)
- Olly, het kleine witte busje (2013-heden)
- Otje

## P
- Penelope (2010-2018) (stopte met uitzenden vanwege het feit dat deze show niet compatibel was met de rebranding van 2018)
- Peppa Pig (2021-heden)
- Peter Pan (2012-heden)
- Piet Piraat (2000-2018) (stopte met uitzenden vanwege het feit dat deze show niet compatibel was met de rebranding van 2018)
- Pieter Konijn (2014-heden)
- Pingu (2005-heden)
- Pip, Pupu en Rosemarie (2008-2018) (stopte met uitzenden vanwege het feit dat deze show niet compatibel was met de rebranding van 2018) (vanaf 5 juli 2023 is weer compatibel)
- Pippi Langkous
- Pippi Langkous
- Pororo (2011-2018) (stopte met uitzenden vanwege het feit dat deze show niet compatibel was met de rebranding van 2018)
- Prinsessia (2014-2018) (stopte met uitzenden vanwege het feit dat deze show niet compatibel was met de rebranding van 2018)
- Purno de Purno (2000-2008) (meestal van Zapp)
- Penguins of Madagascar( 2008- 2012)

## Q
- Q Pootle 5

## R
- Raad eens hoeveel ik van je hou
- Rekenen met Moffel en Piertje
- Rekenen met Raaf
- Rekenen met Schooltv
- Rekenverhalen
- Ringel Singel 19 (2011-heden)
- Rintje (2017-heden)

## S
- Sarah en Eend (2012-heden)
- Sesamstraat (2000-heden)
- Shaun het Schaap (2012-heden)
- Sien van Sellingen
- SinterKerst
- Sinterklaasjournaal
- Sofia het prinsesje (2013-2020) (stopte met uitzenden vanwege het feit dat deze show niet compatibel was met de rebranding van 2020)
- SpongeBob SquarePants (2001-2012)
- Spooktijd met Laban
- Stella & Sam (2013-2014) (stopte met uitzenden vanwege het feit dat deze show niet compatibel was met de rebranding van 2014)
- Studio Snugger
- Super Grover (2014-2018) (stopte met uitzenden vanwege het feit dat deze show niet compatibel was met de rebranding van 2018)
- Supergezonde monsters (2014) (stopte met uitzenden vanwege het feit dat deze show niet compatibel was met de rebranding van 2014)
- sprookjesboom ( 2006 - 2012) stopte met uitzenden vanwege het feit dat deze show niet compatibel was met de rebranding van 2012

## T
- Ta-daaa!
- Taal met Moffel en Piertje
- Teletubbies (2000-heden)
- The Fairytaler
- Timmy Tijd
- Tip de muis
- Tita Tovenaar
- Tumblies
- Tupu
- Tweenies (2002-2012)

## V
- Verhalen van de boze heks
- Vroeger & Zo

## W
- Wallace & Gromit
- Waybuloo
- Wickie de Viking (3D)
- Woezel en Pip

## X
- XMIX!

## Z
- Zoostraat 64
- Zo is Joey!
- Zin in Zappelin